# Копперфильд, Дэвид (иллюзионист)
Дэ́вид Ко́пперфильд (англ. David Copperfield), настоящее имя Дэвид Сет Ко́ткин (англ. David Seth Kotkin) — американский иллюзионист и гипнотизёр, известный своими зрелищными фокусами с оригинальными комментариями. Также известен под прозвищем «Давино».

## Биография
Дэвид Коткин родился в американском городке Метачен, штат Нью-Джерси, в еврейской семье 16 сентября 1956 года. Мать Ребекка Гиспан (родом из Иерусалима) — страховой агент; отец Хайман Коткин — владелец магазина одежды. Дедушка и бабушка Дэвида по отцовской линии были еврейскими иммигрантами из Одессы, Украина
Маленький Дэвид обладал уникальной памятью, он на слух запоминал Тору. Ему было всего 4 года, когда дедушка показал ему карточный фокус, ребёнок тут же повторил. Родители поощряли его интерес к постановке трюков: в 7 он уже демонстрировал свои личные, самостоятельно сочинённые фокусы прихожанам местной синагоги.
Дэвид стал профессиональным иллюзионистом в возрасте 12 лет. В то же время он вступил в Американское сообщество магов, став самым молодым его членом. В 16 лет учит студентов искусству магии в Нью-Йоркском университете. С 1974 года параллельно учится в Фордхемском университете и играет главную роль в мюзикле «Волшебник», который стал самым «долгоиграющим» в Чикаго. В это время он и взял псевдоним Дэвид Копперфильд, по имени знаменитого героя Диккенса из одноимённого романа, — до этого он выступал под псевдонимом Давино. Вскоре Дэвид бросил университет, год снимал квартиру в Нью-Йорке, подыскивая себе работу иллюзиониста.

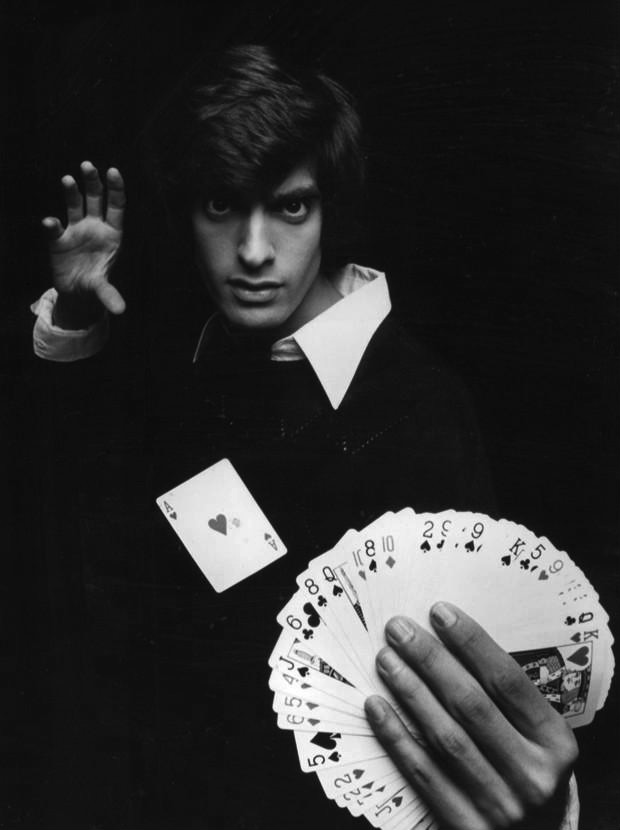
Копперфильд в специальной программе ABC в 1977 году.

В 1978 году, когда ему было 22 года, был приглашён на телевидение, вёл программу «The Magic of ABC» на канале Эй-би-си.
В 1979 году сыграл второстепенную роль в фильме «Поезд террора». Завоевав таким образом более широкую известность, начал выступать на канале CBS с шоу «Магия Дэвида Копперфильда» (которое в 1990-е годы транслировалось и в России). В этот период ему пришла идея о создании крупномасштабных иллюзий, и первой из них стало исчезновение самолёта. Затем Дэвид исполнил в записи исчезновение Статуи Свободы, проходившее в присутствии публики.
Далее осуществлялись такие иллюзии в записи, как перелёт через Большой Каньон, прохождение сквозь Великую Китайскую стену, побег из известной своей надёжностью тюрьмы — Алькатраса, путешествие в Бермудский треугольник, побег из взрывающегося здания, падение с Ниагарского водопада, исчезновение вагона Восточного экспресса, полёт, высвобождение из смирительной рубашки, подвешивание на горящих канатах над горящими шипами на высоте около 20 метров, исследование дома с привидениями и выживание в столбе огня.
В соавторстве с писателями-фантастами он уже выпустил несколько книг. В своем доме собрал библиотеку по "магии" (так в США называют искусство иллюзионистов и престидижитаторов). Есть у него и собственный музей реквизита великих иллюзионистов.

## Личная жизнь
В 1993 году Копперфильд обручился с немецкой фотомоделью Клаудией Шиффер. В 1999 году пара рассталась. Существуют предположения, что роман был постановочным для привлечения внимания СМИ.
Некоторое время встречался с фотомоделью Амбре Фриске.
С 2006 года состоит в отношениях с французской фотомоделью Хлоей Госсели.
У пары есть дочь Скай (род. февраль 2010). СМИ стало известно о появлении ребёнка только в 2011 году.
Также по неподтверждённой информации, обнародованной в подкасте Apple «The Magicians», у Копперфильда есть ещё двое детей: сын Дилан Джейкоб Коткин и дочь Одри Анна Коткин. Сам иллюзионист никак это не комментировал.

## Обвинения в домогательствах
19 октября 2007 года ФБР провело обыск в одном из складских помещений в Лас-Вегасе, которое принадлежало Копперфильду. При обыске были якобы изъяты два миллиона долларов наличными, а также жёсткий диск и карта памяти из системы камер видеонаблюдения. Однако позже представители ФБР заявили, что в ходе обыска никаких денег изъято не было, а информация, попавшая в СМИ, не соответствует действительности. По их словам, такая информация могла помешать расследованию, а также нанести ущерб репутации Копперфильда, которому не было предъявлено никаких обвинений.
Официальных заявлений о деле, в рамках которого был произведён обыск, не поступало. Однако из неофициальных источников стало известно, что Копперфильда обыскали после того, как жительница Сиэтла, некая 22-летняя модель, бывшая «мисс Вашингтон», пожаловалась на домогательства со стороны фокусника во время пребывания на Багамских островах. Адвокаты Копперфильда всё опровергли.
Не дожидаясь решения прокуратуры о возбуждении уголовного дела, манекенщица обратилась в суд с иском сама. Сумма компенсации, которую она потребовала у Копперфильда, не называлась, однако его адвокаты назвали требования манекенщицы «простым и ясным вымогательством денег». В 2010 году дело было закрыто после того, как манекенщица предъявила ещё один аналогичный иск некому бизнесмену (тоже обвинив его в домогательствах), но была уличена полицией во лжи.

## Фокусы Копперфильда
- Полёт Дэвида Копперфильда
- Пила смерти

## Команда Копперфильда
Разработкой фокусов занимаются также известные иллюзионисты, во главе которых сам Копперфильд, а также Дон Вэйн, Аллан Аллан, Крисс Кеннер, Девид Блейн и Гомер Ливаг. Также есть специалист по танцам (Джоан Спина) и по освещению (Боб Дикинсон), и многие другие. В титрах шоу упоминается ещё один участник команды — Сет Коткин, — но им является сам Дэвид Копперфильд, указанный под настоящей фамилией и вторым именем.